# ایس کمبت: افق حمله
ایس کامبت: افق حمله (به انگلیسی: Ace Combat: Assault Horizon) یک بازی ویدئویی در سبک شبیه ساز هواپیما در سری بازی‌های ایس‌کامبت است. این بازی توسط Project Aces توسعه یافته و توسط Bandai Namco Games برای پلتفرم های پلی استیشن 3 و ایکس باکس 360 در اکتبر 2011 منتشر شد. این بازی بعداً در ژانویه 2013 از طریق Steam و Games for Windows – Live بر روی مایکروسافت ویندوز منتشر شد، که این بازی به ویژه آخرین نسخه خرده‌فروشی برای پلتفرم کمی قبل از توقف آن بود. این عنوان نیز از لیست Steam حذف شده است.
مهم‌ترین ویژگی گیم‌پلی جدید، سیستمی به نام «حالت مبارزه با سگ» (DFM) است که هدف آن افزایش شدت و نزدیک‌تر کردن اکشن به بازیکن است. این بازی دارای دو حالت کنترل است، به نام های "بهینه" که بازیکن را از انجام کامل رول ها باز می دارد و "Original" که کنترل کامل هواپیما را به بازیکنان می دهد. ماموریت های تعاونی و Deathmatch رایگان برای همه بازگشته اند، اما دو حالت جدید به نام های "Capital Conquest" و "Domination" به بازی اضافه شده است. این همچنین اولین عنوان Ace Combat با طرح داستانی است که بیشتر توسط نویسندگان غیر ژاپنی نوشته شده است و نویسنده مشهور جیم دفلیس در راس آن قرار دارد. داستان بازی که در سال‌های 2015 تا 2016 اتفاق می‌افتد، عمدتاً بر اعضای 108th Task Force سازمان ملل متحد متمرکز است، یک سازمان نظامی مشترک ناتو و روسیه که در درجه اول وظیفه سرکوب شورش در شرق آفریقا را بر عهده دارد.
Assault Horizon روند بازی های Ace Combat را ادامه داد که در زمین واقعی به جای "Strangereal"، محیطی که برای اکثر بازی های Ace Combat تنظیم می شود، اتفاق می افتد. در نتیجه بازی در مناطق مختلفی از جمله میامی، شرق آفریقا، مسکو و دبی اتفاق می افتد. این بازی پس از انتشار با استقبال کلی مثبت مواجه شد و منتقدان تنظیمات، گرافیک و موسیقی متن بازی را تحسین کردند. با این حال، برخی از منتقدان بازی را به دلیل داشتن گیم پلی تکراری و بیش از حد فیلمنامه نویسی مورد انتقاد قرار دادند. پس از انتشار بیش از 1.07 میلیون نسخه در سراسر جهان فروخته شد.

## گیم پلی
مهم‌ترین ویژگی گیم‌پلی جدید، سیستمی به نام «حمله نزدیک» (CRA) است که هدف آن افزایش شدت و نزدیک‌تر کردن اکشن به بازیکن، بدون احساس «تیراندازی به نقاط دور» است که معمولاً در بازی‌های پروازی دیده می‌شود. در این بازی، آن را "Dogfight Mode" (DFM) برای نبردهای هوا به هوا و "Air Strike Mode" (ASM) برای اهداف هوا به زمین نامگذاری شده است. آنها اختیاری نیستند، زیرا هواپیماها و اهداف زمینی خاصی را نمی توان بدون CRA منهدم کرد. برای راه‌اندازی DFM، وقتی بازیکن به اندازه کافی به هواپیمای مورد نظر نزدیک شد، روی LB+RB در Xbox 360 یا L2+R2 در PS3 ضربه می‌زند. ASM با فشار دادن همان دکمه ها در نقاط خاصی در اطراف نقشه آغاز می شود.
هواپیماهای منحصر به فرد Assault Horizon هواپیماهای قابل بازی هستند که جت های بال ثابت که به طور سنتی توسط سری Ace Combat بر روی آنها متمرکز نمی شد: بمب افکن های استراتژیک B-1 Lancer و B-2 Spirit، هلیکوپترهای AH-64 آپاچی و UH-60 Black Hawk، و هواپیمای AC-130 Spectre به عنوان هواپیمای قابل بازی ظاهر می شوند.

### چند نفره
بازی چند نفره Assault Horizon پس از بازی Ace Combat 6: Fires of Liberation بهبود یافته است. ماموریت های تعاونی و Deathmatch رایگان برای همه بازگشته اند، اما دو حالت جدید نیز اضافه شده است: "Capital Conquest" و "Domination". در Capital Conquest، دو تیم 4v4 یا 8v8 هر کدام کنترل مقر خود را به دست می گیرند و باید مقر تیم دیگر را نابود کنند. ابتدا، پایگاه انتقال در مرکز نقشه باید تحت کنترل یک تیم قرار گیرد. پس از انجام این کار، مهاجمان چند نقشی تیم (و بمب افکن ها، با توجه به شرایط مناسب) می توانند حالت حمله هوایی را برای آسیب رساندن به مقر تیم دیگر راه اندازی کنند. اولین تیمی که مقر دیگری را از بین می برد، برنده می شود. اگر به محدودیت زمانی قبل از تخریب یک HQ رسیده باشد، تیمی که بیشترین سلامت HQ باقی مانده را داشته باشد برنده می شود. در وب‌سایت Ace Combat، بازیکنان می‌توانند به یک گروه آنلاین بپیوندند (یکی برای هر پایتخت که در Capital Conquest نشان داده شده است)، و هر امتیازی که به‌صورت جداگانه در حین بازی در یک شهر خاص دریافت می‌کنند، به سمت کنترل جناح بازیکن بر آن شهر خواهد رفت. هر شش هفته، جناحی که بیشترین کنترل جهانی را داشته باشد برنده می شود.
در Domination، دو تیم 4v4 یا 8v8 با آن مبارزه می‌کنند تا کنترل سه پایگاه مختلف را در یک شهر به دست بگیرند. کنترل یک پایگاه شبیه به حالت "King of the Hill" در بازی های دیگر است. وقتی یک پایگاه خنثی است، یک تیم باید برای مدت معینی در داخل آن بماند تا آن را در اختیار بگیرد. تیم حریف باید اهداف زمینی را که اکنون در اطراف آن پایگاه ظاهر می‌شوند، نابود کند، و سپس باید مدت زمان مشخصی در داخل بمانند تا آن را به دست بگیرند. هر 60 ثانیه، به هر تیم 1 امتیاز برای هر پایه ای که در آن زمان کنترل می کند، تعلق می گیرد. تیمی که بیشترین امتیاز را داشته باشد برنده می شود.

### کنترل ها
دو طرح کنترل در بازی وجود دارد: "بهینه" و "اصلی":
طرح جدید کنترل "بهینه" مانع از انجام چرخش کامل بازیکن برای به دست آوردن ثبات لازم برای به دست آوردن بهترین سیستم جدید حمله از برد نزدیک می شود. این حالت پیش فرضی است که در اکثر رسانه های بازی استفاده شده است و در این سری دیده نشده است.
طرح کنترل "اصلی" مشابه کنترل های عناوین قبلی تحت "کارشناس" است. این به بازیکنان کنترل کامل هواپیما را می دهد، با چوب چپ آن را به جای چرخش، چرخانده است.
علاوه بر این تنظیمات، گزینه های زیادی برای تغییر دادن کنترل ها و تطبیق با سبک بازیکن وجود دارد. این شامل انتخاب تنظیمات عادی یا معکوس برای Pitch Control، Camera Control، Throttle و Yaw است. چرخش های High-G از Ace Combat 6: Fires of Liberation و همچنین اگر هر دو دکمه شانه را نگه دارید، خلبان خودکار برمی گردند. در نهایت، Flight Assistance فرصت هایی مانند تراز خودکار، جلوگیری از برخورد خودکار، جلوگیری از توقف خودکار، کمک دید و انتخاب خودکار هدف رو به جلو را در اختیار بازیکنان قرار می دهد. Flight Assistance را می توان روشن یا خاموش کرد. در ایکس باکس 360، این بازی از جوی استیک های Ace Edge که با Ace Combat 6: Fires of Liberation منتشر شده است، پشتیبانی می کند.

## خلاصه داستان

### تنظیم
بر خلاف دیگر بازی‌های سری Ace Combat (اما به همان سبک Ace Combat: Joint Assault)، Assault Horizon در مکان‌های واقعی اتفاق می‌افتد. داستان فیلم بین سال‌های 2015 تا 2016 در مناطقی در شرق آفریقا، خاورمیانه، روسیه و ایالات متحده می‌گذرد.
قهرمانان بازی اکثراً اعضای 108th Task Force سازمان ملل متحد هستند، یک واحد نظامی مشترک ناتو و روسیه که در درجه اول برای سرکوب شورشی که در شرق آفریقا گسترش می‌یابد تعیین شده است. بازیکنان در درجه اول نقش سرهنگ دوم ویلیام بیشاپ، رهبر اسکادران وارگول نیروی هوایی ایالات متحده را به عهده می گیرند، که توسط وینگمان خوزه "گاتس" گوتیرز و ژنرال فرانسوی ناتو پیر لا پونت کمک می کند. همچنین خلبانان 108th's Shooter، Nomad و Spooky Squadrons که در برجک هلیکوپتر، هلیکوپتر تهاجمی و بخش های تفنگدار بازی کنترل می شوند، قابل بازی هستند. مخالفان ژنرال روسی ایوان استاگلیشوف و خلبانان نیروی هوایی روسیه، آندری مارکوف و سرگرد سرگئی ایلیچ، اعضای یک سندیکای جنایی روسی به نام بلاتنوی هستند که به دنبال به دست گرفتن کنترل روسیه به عنوان فدراسیون روسیه جدید (NRF) هستند.

### طرح
پس از یک کابوس واضح از سرنگونی توسط یک Su-35 با هنر بینی "دهان کوسه" در طول حمله به میامی، سرهنگ دوم USAF ویلیام بیشاپ در یک سری ماموریت با اسکادران Warwolf و 108 علیه گروه شورشی SRN در شرق آفریقا شرکت می کند. پس از کشف یک سلاح انفجاری قوی در اختیار SRN، Warwolf به طور ناگهانی توسط خائنان وابسته به Blatnoi از گروه روسی 108، از جمله آندری مارکوف، خلبان ماهر روسی که با همان هواپیما از کابوس بیشاپ پرواز می کند، مورد حمله قرار می گیرد و تقریباً او را می کشد. روس ها در حالی که SRN با سلاح انفجاری قدرتمند خود به یک شهر مجاور حمله می کند، که 108th آن را "ترینیتی" معرفی کرده است، عقب نشینی می کنند، یک کلاهک موشک کروز گرماباریک روسی با قدرت یک سلاح هسته ای تاکتیکی که می تواند برای ایجاد تخریب های مشابه سلاح های کشتار جمعی بدون توسل به جنگ هسته ای مورد استفاده قرار گیرد.
پس از اینکه 108 از دبی در برابر حمله نمایشی نیروی بلاتنوی دفاع کرد و کشتی‌های باری مرتبط را در کانال سوئز جستجو کرد، بلاتنوی با حمایت مقامات فاسد نیروهای مسلح روسیه، از جمله استاگلیشوف، کودتای نظامی را در روسیه به راه انداخت تا فدراسیون روسیه جدید را تشکیل دهد. 108 برای حمایت از نیروهای وفادار روسیه مستقر می شود و آنها موفق می شوند نخست وزیر روسیه را از اسارت NRF نجات دهند و از پرتاب ICBM های سیلوهای موشکی تحت کنترل NRF جلوگیری کنند. 108 و وفاداران روسی برای آزادسازی مسکو پیشروی می کنند، اما NRF از یک موشک ترینیتی برای نیروی تهاجمی استفاده می کند که موشک دوم به داخل وارد می شود. بیشاپ بمب افکن حامل دومین موشک ترینیتی را ساقط می کند و مارکوف را در یک جنگ سگی شکست می دهد و ظاهراً او را می کشد.
استاگلیشوف در ازای تسلیم کامل و آخرین موشک ترینیتی باقیمانده NRF، مصونیت سیاسی را پیشنهاد می‌کند، اما مارکوف، که زنده است، او را می‌کشد و کنترل NRF را در دست می‌گیرد، که او برای حمله به ایالات متحده بسیج می‌شود. مشخص شد که مارکوف به دنبال انتقام از حمله هوایی آمریکا در جنگ بوسنی است که همسرش را کشته است. 108th برای دفاع از میامی در برابر یک حمله بزرگ NRF به رهبری مارکوف به PAK FA خود مستقر می شود و تقریباً دقیقاً کابوس بیشاپ را زنده می کند. با این حال، زمانی که مارکوف سعی می‌کند او را ساقط کند، گاتز از هواپیمای خود برای محافظت از او در برابر موشک مارکوف استفاده می‌کند و بیشاپ موفق می‌شود کابین خلبان گاتس را شلیک کند تا بتواند با خیال راحت بیرون بیفتد. بیشاپ مارکوف را تا یک طوفان در سواحل فلوریدا تعقیب می کند، جایی که ایلیچ، که مشخص شده به عنوان یک مامور خواب و خال برای NRF کار می کند، خود را قربانی می کند تا عقب نشینی مارکوف را پوشش دهد.
مارکوف و بقایای NRF دوباره ظاهر می شوند تا حمله نهایی را به واشنگتن دی سی انجام دهند. خلبانان NRF از هواپیماهای خود برای انجام حملات کامیکازه علیه پدافند هوایی شهر استفاده می کنند و راه را برای مارکوف برای هدف قرار دادن کاخ سفید با آخرین موشک ترینیتی باز می کنند. اسقف با مارکوف دوئل می‌کند، که موفق می‌شود موشک آسیب‌دیده ترینیتی را قبل از شلیک و کشته شدن پرتاب کند. با سر خوردن موشک به سمت کاخ سفید، بیشاپ به اندازه کافی به آن آسیب می رساند تا به سمت حوضه جزر و مدی منحرف شود، جایی که بدون ضرر منفجر می شود. با شکست NRF و نجات دی سی، بیشاپ در فرودگاه ملی رونالد ریگان واشنگتن فرود می آید، جایی که از او به عنوان یک قهرمان استقبال می شود.

## توسعه
این بازی برای اولین بار توسط باندای نامکو در آوریل 2010 با ثبت علامت تجاری معرفی شد، سپس به طور رسمی همراه با یک تریلر گیم پلی در 9 آگوست اعلام شد. تریلر گیم پلی هلیکوپتر تهاجمی بازی و همچنین پیش نمایش تصاویری از رویدادهای کمپین بازی را به نمایش گذاشت.
Ace Combat: Assault Horizon، در زمان انتشار، دومین بازی از این سری بود که به‌جای بازی‌های معمولی سریال Strangereal، با برداشتی واقع‌گرایانه از زمین اتفاق می‌افتد، اولین بازی Ace Combat: Joint Assault بود. از تصاویر ماهواره‌ای برای نمایش دقیق مکان‌های واقعی در بازی استفاده شد و این امکان را برای بازیکنان فراهم کرد که ساختمان‌ها و مکان‌های واقعی را در گیم‌پلی انتخاب کنند. میامی، شرق آفریقا، دبی، مسکو، پاریس، و واشنگتن دی سی به عنوان نقشه های چند نفره در دسترس قرار گرفتند، در حالی که هونولولو و توکیو به عنوان نقشه های قابل دانلود اضافه شدند.
یک نسخه ی نمایشی در 13 سپتامبر 2011 منتشر شد. همه بازیکنان پلی استیشن 3 می توانستند آن را به صورت رایگان دانلود کنند، اما بازیکنان ایکس باکس 360 برای دانلود آن نیاز به داشتن Xbox LIVE Gold در هفته اول داشتند. سپس به Xbox LIVE Silver نیز منتقل شد. نسخه ی نمایشی شامل ماموریت 1 و ماموریت 3، با نبرد هوایی کابوس نمادین بر فراز میامی از تریلرها و عملیات نجات هلیکوپتر تهاجمی در آفریقا بود. از آن زمان حذف شده است و دیگر برای بازیکنان دیگر قابل دانلود نیست.
در سال 2011، شوجی کاوموری، خالق Macross، یک هواپیمای خیالی برای این بازی طراحی کرد، "ASF-X Shinden II" که در 25 اکتبر همان سال منتشر شد و به عنوان محتوای قابل دانلود ارائه شد. می توان آن را در فروشگاه پلی استیشن به قیمت 7.99 دلار آمریکا یا در بازار ایکس باکس با 640 امتیاز MS خریداری کرد.

## رها کنید
برای مناطق اروپایی، Bandai Namco یک "نسخه محدود" منتشر کرد که شامل موسیقی متن بازی، یک کد قابل بازخرید برای دانلود هواپیمای F-4E Phantom II و یک نوت بوک با امضای تیم سازنده، همه در یک جعبه تا شده بود. بازیکنانی که این نسخه محدود از بازی را پیش‌سفارش کرده بودند، آن را با همان قیمت نسخه استاندارد دریافت کردند. یک "نسخه هلیکوپتر" جداگانه نیز منتشر شد که شامل یک هلیکوپتر بلک هاوک با کنترل از راه دور 25 سانتی متری (با رنگی که در بازی دیده می شود)، یک کنترل از راه دور، یک باتری قابل شارژ برای هلیکوپتر، و یک خودکار و جاکلیدی مارک، به همراه تمام محتویات نسخه محدود منتشر شد. نسخه ویژه ای که در ژاپن منتشر شد شامل Aces at War: A History، کتاب هنری ویژه ای بود که محتوای Ace Combat Zero، 4، و 5 را از منظری درون جهان توضیح می داد، و همچنین یادداشت های تولید تیم Project Aces.
در ژاپن، گیمرهایی که بازی را پیش‌سفارش می‌کردند، کدی برای دانلود F-4E Phantom II دریافت کردند. در ایالات متحده، GameStop نیز هواپیما را به عنوان جایزه انحصاری پیش‌سفارش ارائه کرد. نسخه ژاپنی بازی همچنین گزینه‌هایی برای دانلود پوسته‌های ویژه F-14D به نمایندگی از روی فوکر و جنگنده‌های تبدیل‌پذیر VF-1 Valkyrie هیکارو ایچیجو از Macross دارد.
وصله‌ای در 26 نوامبر 2012 منتشر شد که برخی از مشکلات آزاردهنده‌ای را که بازیکنان در مورد چندنفره شکایت داشتند، به ویژه در مورد تقلب بازیکنان با سلاح‌ها یا مانورهای خاص، برطرف می‌کرد. یک روز بعد، نسخه رایانه‌های شخصی بازی به‌طور رسمی اعلام شد و همچنین در دسترس بودن بازی در فروشگاه پلی‌استیشن و بازی‌های ایکس‌باکس 360 به صورت درخواستی. نسخه PC از طریق خرده فروشان و همچنین Steam و Games for Windows Marketplace در دسترس بود.
"نسخه پیشرفته" انحصاری برای رایانه های شخصی است. آن را با کنترل ها و گرافیک بهینه سازی شده و همچنین چندین هواپیما اضافی، پوسته هواپیما، نقشه های چند نفره، و مهارت های چند نفره ارائه می شود. در زمستان 2012 منتشر شد.
«نسخه پیشرفته» در انحصار فروشگاه پلی استیشن بود. این هواپیما با نقشه های توکیو و هونولولو و همچنین ASF-X Shinden II، F-15S/MTD، Su-37 Terminator، AV-8B Harrier II، CFA-44 Nosferatu و Ka-50 Hokum ارائه شد.

### رمان کراوات
در مارس 2012، ASCII Media Works Ace Combat: Ikaros in the Sky را منتشر کرد. رمان کراواتی برای افق حمله، ایکاروس در آسمان داستان شخصیت سریال کی ناگاسه است که در برنامه جنگنده ASF-X شیندن II JASDF شرکت می کند. طراحی شخصیت توسط یوسوکه کوزاکی ارائه شد.